# Villaharta
Villaharta település Spanyolországban, Córdoba tartományban. Villaharta Pozoblanco, Obejo és Espiel községekkel határos. Lakosainak száma 634 fő (2024).

## Népesség
A település népessége az elmúlt években az alábbi módon változott:
| Lakosok száma | 656  | 615  | 687  | 743  | 766  | 719  | 669  | 619  | 640  | 634  |
|               | 2001 | 2004 | 2006 | 2009 | 2011 | 2014 | 2016 | 2019 | 2021 | 2024 |